# Фторид молибдена(III)
Фторид молибдена(III) — неорганическое соединение, соль металла молибдена и плавиковой кислоты с формулой MoF3, 
розовые кристаллы.

## Получение
- Нагревание бромида молибдена(III) в токе сухого фтористого водорода:

{\displaystyle {\mathsf {MoBr_{3}+3HF\ {\xrightarrow {600^{o}C}}\ MoF_{3}+3HBr}}}

## Физические свойства
Фторид молибдена(III) образует розовые кристаллы 
кубической сингонии, 
пространственная группа P m3m, 
параметры ячейки a = 0,38985 нм, Z = 1.

## Химические свойства
- При нагревании реагирует с влагой из воздуха:

{\displaystyle {\mathsf {4MoF_{3}+6H_{2}O+3O_{2}\ {\xrightarrow {50^{o}C}}\ 4MoO_{3}+12HF}}}
- Восстанавливается водородом:

{\displaystyle {\mathsf {2MoF_{3}+3H_{2}\ {\xrightarrow {T}}\ 2Mo+6HF}}}